# Girna me sto htes
Girna Me Sto Htes è il terzo singolo estratto dal quinto album di studio della cantante greca Helena Paparizou.

## Classifiche
| Classifica (2010) | Posizione massima |
| ----------------- | ----------------- |
| Cipro             | 17                |
| Grecia            | 8                 |